# Alex Cross - La memoria del killer
Alex Cross - La memoria del killer (Alex Cross), distribuito in Italia anche col titolo I Alex Cross, è un film del 2012 diretto da Rob Cohen e con protagonisti Tyler Perry, Matthew Fox e Rachel Nichols.
Il film è l'adattamento cinematografico del romanzo di James Patterson La memoria del killer, ed è il terzo film con protagonista Alex Cross dopo Il collezionista e Nella morsa del ragno, nei quali era stato interpretato da Morgan Freeman e di cui questo film rappresenta il prequel.

## Trama
Alex Cross si propone di lasciare la polizia di Detroit per passare all'FBI, quando viene coinvolto da un omicida seriale che, arrivando ad assassinare sua moglie e una sua cara collega, lo costringe a cambiare strada.

## Promozione
Il primo trailer ufficiale del film è stato distribuito dalla Summit Entertainment il 26 giugno 2012.

## Distribuzione
Il film doveva inizialmente essere distribuito in anteprima nelle sale statunitensi a partire dal 26 ottobre 2012, ma la data di uscita è stata successivamente anticipata al 19 ottobre. Nelle sale cinematografiche italiane è stato distribuito a partire 18 luglio 2013.

## Accoglienza
Il film ha incassato a livello mondiale 34.6 milioni di dollari, di cui 25.8 negli Stati Uniti.

## Riconoscimenti
- 2012 – Golden Trailer Awards
  - Candidatura alla migliore locandina thriller
- 2012 – NAACP Image Award
  - Candidatura al miglior attore a Tyler Perry
- 2012 – Razzie Awards
  - Candidatura al peggior attore a Tyler Perry[4]
- 2012 – Taurus World Stunt Awards
  - Candidatura al best high work a Martin De Boer